# Константінос Геракіс

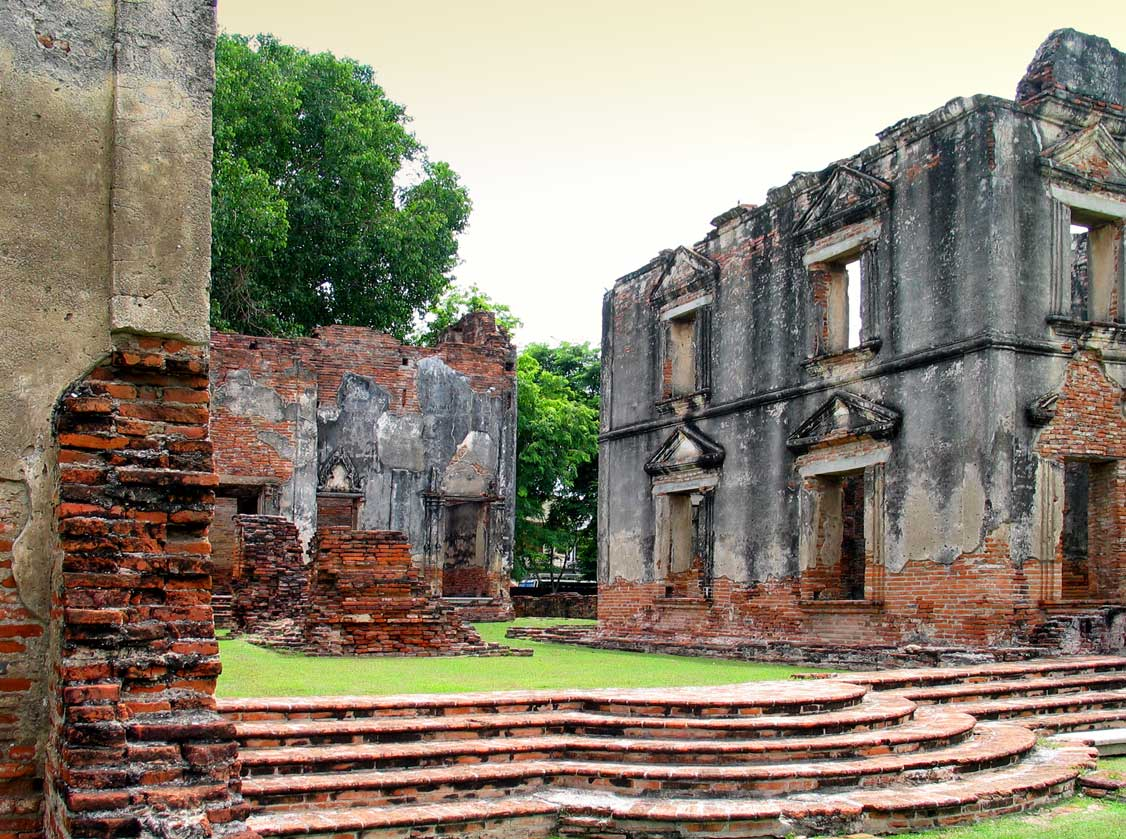
Baan Vichayen (บ้านวิชาเยนทร์) — руїни резиденції Геракіса у Лопбурі

Константінос Геракіс (грец. Κωνσταντίνος Γεράκης, англ. Constantine Phaulkon, порт. Constantino Falcão, фр. Monsieur Constance, тай. วิชาเยนทร์ — Вічайен) (1647 — 5 червня 1688) — грецький авантюрист, який став першим канцлером короля Аюттаї (Сіам, нині Таїланд) Нарая.

## Біографія
Геракіс народився в замку Ассос на грецькому острові Кефалонія в 1647 р. в аристократичній родині. У віці 13 років, з невідомих причин залишив острів і став матросом на англійських судах, часто буваючи в Індії. В 1669 р. залишив професію моряка, став службовцем британської Ост-індійської компанії і працював на складах компанії в Бадамі, Індонезія.
Будучи службовцем компанії, Геракис здійснив безліч поїздок в країни Азії, познайомився з директоратом компанії. Між тим він змінив своє прізвище на Фалкон (англ. Phaulkon, спотв. англ. falcon), що означає те ж що і Геракіс грецькою — сокіл. 

### У Сіамі
У 1675 р., працюючи на компанію, він влаштувався в Сіамі, вивчив за кілька років тайську мову і налагодив дружні стосунки з високопосадовцями королівського палацу. Це дозволило йому стати перекладачем у палаці короля Нарая (до цього часу Геракіс, крім грецької та тайської, володів англійською, французькою, португальською та малайською мовами). Майже одночасно він був зведений в тайський чин благородних. Через те, що він також мав досвід роботи в Ост-індійської компанії, він незабаром став Чао Прайя (тай. เจ้าพระยา) — канцлером або радником короля, а в 1680 р. він залишає компанію і через три роки — в 1683 р. стає ПМ.
Перед цим, у 1682 р., він переходить у католицтво, щоб одружитися з католичкою Марією де Пінья (порт. Maria Guyomar de Pinha, тай. ท้าวทองกีบม้า, Тао Тонг Кіп Ма), жінкою японсько-португало-бенгальського походження.
Геракіс став дуже впливовою персоною при королівському дворі. В результаті проблем, що виникли з англійцями і голландцями, Геракіс став ініціатором франко-тайського зближення у 1684 р. і організував декілька посольств між Францією і Сіамом, а в 1687 р., після зіткнень Сіаму з Ост-індійською компанією також організував відправку в Сіам французьких експедиційних сил.
Французи називали Константіноса Геракіса «Monsieur Constance». Він став їх основним союзником протягом ряду наступних років і був нагороджений французьким королем орденом Св. Михайла і Св. Петра. Близькість Геракіса до короля створила йому і безліч ворогів серед королівського оточення. Між тим політика і расистська поведінка французів, союзників Геракиса, ставала все менш популярною і викликала опір тайців. Коли король Нарая тяжко захворів, рознеслися чутки, що Геракіс має намір використовувати наслідного принца як маріонетку і буде правити сам. Це призвело до перевороту і революції 1688 р., який очолив родич короля, Петрача. У відсутність короля і без його згоди Геракіс і королівський спадкоємець 5 червня 1688 р. були страчені у Лопбурі. Довідавшись про це, король розгнівався, але було вже пізно. До того ж він був дуже слабкий і практично перебував під арештом у своєму палаці і через кілька днів помер. Ці події призвели до втечі європейців з країни. Керівник повстання, Петрача, правив Сіамом з 1689 по 1703 рр. і закрив країну від заморських сусідів.

## Думки
Є дві точки зору на цей «грецький» епізод тайської історії. Прихильники дій Петрачі бачать в Геракісі іноземного опортуніста, який мав намір використовувати свій вплив для контролю над королівством у західних інтересах. Інші історики ставляться до цього скептично, вважаючи що Геракіс був використаний як козел відпущення, а чутки та підозри навколо нього дали можливість Петрачі відняти трон у законного спадкоємця.

## Спадщина
- Будинок Геракіса у Лопбурі існує по сьогоднішній день і є туристичним атракціоном.[6]
- Константінос Геракіс є одним з героїв тайського історико-драматичного серіалу «Love Destiny[en]» (тай. บุพเพสันนิวาส) 2018 року.